# Just for Laughs

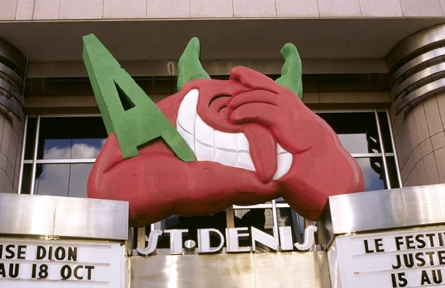
セント・デニス・シアターに掲げられたマスコットキャラクター・ヴィクター

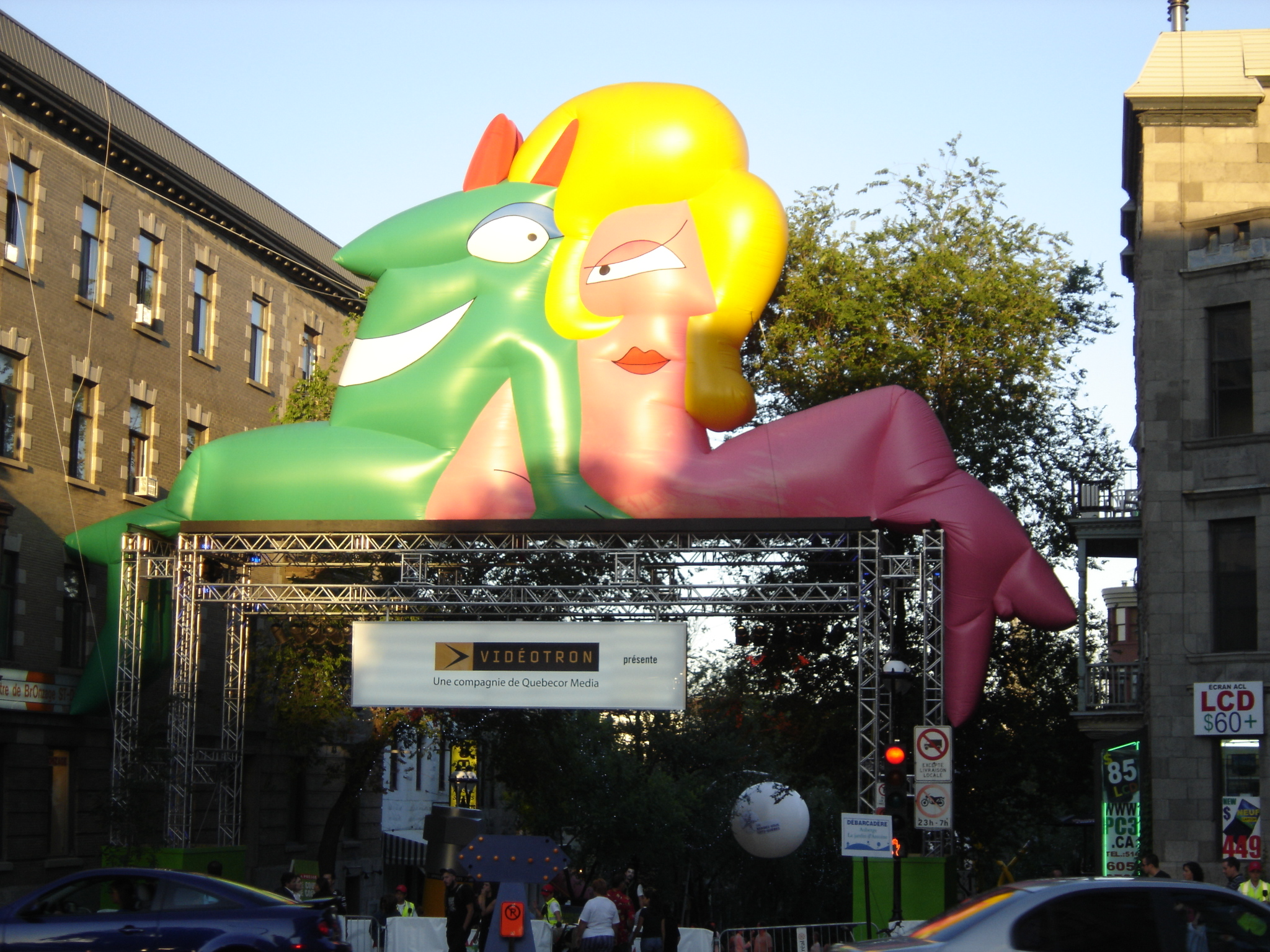
第26回「Just For Laughs」の様子

Just for Laughs （ジャスト・フォー・ラフス、仏: Juste pour rire） は、毎年7月にカナダのケベック州モントリオールで開かれるコメディ・フェスティバル。1983年から開かれているこのイベントは世界最大級のコメディ・フェスティバルである。

## 概要
1983年、このイベントはフランス語話者のためのイベントとして2日間行われた。1985年からは英語話者であるアンディ・ヌルマンが参加し、イベントは1か月間開かれることとなった（1か月のうち半分の期間はフランス語話者向けのイベントであり、残りの半分は英語話者向けのイベントである）。
このイベントでは、ニュー・ボードヴィリアンとして大道芸人たちがカルチエ・ラタンでさまざまな芸を披露する。ティム・アレンなどのコメディアンたちが世界中からやってくることもある。
また、このイベントはアメリカ合衆国でも深夜にテレビ放送されており、このイベントを紹介している『Just For Laughs』はカナダのCBCテレビジョン、コメディ･ネットワーク、およびTVAで放送されている。この番組の姉妹版には『Just For Laughs Gags』『JFL: Improv Championships』『All Access Pass』『JFL: The Lost Tapes』がある。